# Frédéric Bazille
Frédéric Bazille (født 6. december 1841 i Montpellier, Frankrig, død 28. november 1870), var en fransk maler.
Som elev af Marc Gleyre mødte Bazille blandt andre Renoir (som han delte atelier med), Monet og Sisley, og via disse malere traf han også Manet.
Bazille malede i det fri og interesserede sig for hudens farve og landskabets. Han var et stort talent. Han omkom under den fransk-tyske krig.
| - Frédéric Bazille portrætteret - Selvportræt - Bazille, ca. 1865 - Bazille, 1867 - Bazille i uniform, 1870 - Zola, Maître, Bazille og Monet − Detalje af større maleri fra 1870 - Gravmonument på 'Cimetière protestant de Montpellier' (fr) |

| - Værker af Frédéric Bazille - Selvportræt, ukendt dato - Studie af træer, 1863 - Liggende model, 1864 - Den lyserøde kjole, 1864 - Landsbygade, Chailly (en), 1865 - Atelier delt med Monet på Rue Furstenberg, 1865/66 (en) - Lille italiensk gadesanger, 1866 - Den lille gartner, 'Le Petit Jardinier', ca. 1866-67 - Stilleben med fisk, ca. 1866–67 - Renoir, 1867 - Bymurene ved Aigues-Mortes (en), 1867 - Familiesammenkomst, ca. 1867 - Stilleben med hejre, 1867 - Høststudie, 'Etude pour une vendange', 1868 - Udsigt til landsbyen, 1868 - Fisker med net, 1868 - Portræt af Alphonse Tissie, 1868 - Blomster, 1868 - Portræt af Paul Verlaine, 1868, - Sommerscene, (en), 1869, - Portræt af Edmond Maître, 1869 (en) - 'La Toilette', 1870 - Kvinde med pæoner, 1870 - Landskab ved floden Lez, 1870 (en) - Bazilles atelier i Rue Condamine, 1870 |